# Henri af Orléans (1908-1999)
Prins Henri af Orléans, Greve af Paris (5. juli 1908 - 19. juni 1999) var en fransk prins, der var prætendent til den franske trone under navnet Henrik 6. fra 1940 til sin død. Han bar høflighedstitlen Greve af Paris.

## Opvækst og uddannelse
Han blev født på slottet Le Nouvion-en-Thiérache i Aisne i Frankrig som søn af hertug Jean af Orléans, Hertug af Guise og hans hustru Isabelle af Orléans. Året efter hans fødsel flyttede familien til Marokko, hvor faderen blev landmand. Den lille Henri fulgte med sin far i hans gøremål i landbruget om formiddagen og blev senere på dagen undervist af sin mor og europæiske guvernanter. Familien kom jævnligt på besøg i Frankrig og var således i Paris ved udbruddet af første verdenskrig, hvor faderen forsøgte at komme til at kæmpe for Frankrig. Det lykkedes ikke, og familien vendte derpå retur til Marokko.
Efter krigen blev guvernanterne afløst af teologer, og særligt én af dem vækkede Henris lyst til at lære. Denne teolog, abbé Thomas, fik lov til at tage Henri med til Paris, og særligt mødet med slumkvarterer og fattigdom blev en øjenåbner for Henrik og gav ham en forståelse for verdens uligheder. Nogle år senere begyndte Henri studier i matematik og naturvidenskab på universitet i Leuven i Belgien fulgt op af nogle år med jurastudier.
I 1924 blev hans far arving til den trone, som huset Orléans gjorde krav på i Frankrig, og familien flyttede tilbage til Europa. Det republikanske Frankrig tillod ikke familien at bo i landet, og i stedet slog den sig ned i nærheden af Bruxelles i Belgien, hvortil der blev hentet forskellige lærere fra Frankrig for at undervise Henri, der en dag ville overtage sin fars rolle som tronprætendent.

## Familieliv
Henri ægtede 8. april 1931 prinsesse Isabelle af Orléans og Bragança ved et bryllup i Palermo på Sicilien, samme sted som parrets fælles forfædre var blevet gift i 1809. Brylluppet havde deltagelse af medlemmer af flere europæiske kongehuse. Henri og Isabelle fik elleve børn, inden de blev separeret i 1987.
Efter han havde overtaget titlen som tronprætendent ved sin fars død i 1940, brugte han en god del af sin tid på politik, herunder at søge at genetablere monarkiet i Frankrig. Det var sammen med den efterhånden store familie en bekostelig sag, og Henrik solgte mange af familiens arvestykker som smykker, malerier og ejendomme. I 1950 flyttede han til Frankrig, som havde slækket på loven, der havde sendt hans familie i eksil. Han kom gennem årene i konflikt med flere af sine børn, blandt andet om økonomi og arvefølgen, og han havde blandt andet erklæret, at hans ældste søn, prins Henri af Orléans, havde fortabt retten til den prætenderede trone, da sønnen blev skilt og giftede sig med en kvinde, der ikke var romerskkatolsk. Den beslutning fortrød han nogle år senere og genindsatte sønnen i tronfølgen.